# Michael Butler
Michael Butler (Chicago, 26 de novembro de 1926 - 7 de novembro de 2022) foi um empresário e produtor teatral norte-americano, mais conhecido como produtor do rock-musical Hair. Outras produções realizadas por ele foram a peça Lennie de 1971 e o musical Reggae, de 1980.

## Biografia
No século XIX, seus ancestrais Asa e Simon Butler foram os primeiros papeleiros a produzirem papel para o Congresso dos Estados Unidos. Em 1841, Jules Wales Butler fundou a  J.W. Butler Paper Company , em Chicago, o mais antigo negócio da família naa cidade. Outra das atividades dos Butler eram a aviação e a pecuária.
Butler era afilhado do ator Tyrone Power e quando estava na casa dos 20 anos, viveu com o padrinho e sua mulher, a atriz Linda Christian. Através de um amigo de Power, o diretor Edmund Goulding, ele se tornou amigo da família Kennedy, especialmente de Joe e John Kennedy, depois Presidente dos Estados Unidos, com quem manteve estreitas relações sociais.
Butler serviu como conselheiro especial do então senador John Kennedy no Meio-Oeste dos EUA, foi chanceler da Academia Lincoln, comissário do porto de Chicago, presidente da Organização de Desenvolvimento Econômico de Illinois, assistente do governador do estado Otto Kerner Jr., presidente do Conselho de Esportes de Illinois e foi candidato do Partido Democrata a senador estadual em Illinois.

### Hair
Em 1967, Butler preparava-se para concorrer a uma vaga no Senado dos Estados Unidos com uma plataforma anti-guerra do Vietnã quando, em viagem a Nova York, viu no The New York Times um anúncio de musical em cartaz off-Broadway chamado Hair. Como o cartaz da peça trazia cinco índios nela, Butler pensou tratar-se de uma obra ligada aos nativos norte-americanos, assunto pelo qual se interessava, e comprou uma entrada para assistir ao espetáculo. Ao invés disso, ele assistiu ao que chamou do "maior libelo anti-guerra já escrito" e decidiu comprar os direitos do musical.
Hair estreou na Broadway em abril de 1968 e tornou-se um grande sucesso, não apenas nos Estados Unidos mas em todo mundo, ficando quatro anos na Broadway e montando produções paralelas por todo o país. Quando a peça saiu de cartaz da Broadway em 1972, Butler havia produzido e supervisionado nove montagens diferentes dela nos Estados Unidos e dezenove ao redor do mundo. Nesta época, ele era chamado pela imprensa de "o hippie milionário".

### Ativismo
À época de seu envolvimento com as produções de Hair, Butler tornou-se um ferrenho ativista político. Antes da convençao democrata de 1968 para escolha do candidato do partido às eleições para a presidência ao final do ano, Butler chegou a arranjar encontros entre o prefeito de Chicago Richard Daley, o mais importante nome do Partido Democrata em Illinois, e o ativista, pacifista, pensador e agitador político Abbie Hoffman. Além disso, Butler fez grandes doações financeiras à causas esquerdistas e teve seu nome colocado na Lista de Inimigos do presidente Richard Nixon.

### Vida pessoal
Butler teve relacionamentos amorosos com as atrizes Candice Bergen e Audrey Hepburn; com a segunda, sua relação ocorreu nos anos 50, antes de Audrey casar-se com o ator Mel Ferrer. De seu casamento posterior com Loyce Stinson Hand em 1962, ele tem um filho, Adam.